# Woom
Woom ist ein österreichisch-US-amerikanischer Kinder- und Jugendfahrradhersteller mit Sitz in Klosterneuburg, Niederösterreich.

## Geschichte
Das vom Wiener Biomedizintechniker und Industriedesigner Christian Bezdeka geführte Design-Studio Bezdeka begann 2010 mit der Entwicklung eines Fahrrads speziell für Kinder. Bezdeka hatte auf der Suche nach einem Rad für seinen Sohn laut Eigenaussage keine Qualitätsprodukte gefunden.
Innerhalb von drei Jahren entstanden vier Generationen an Prototypen sowie ein Upcycling-System-Konzept zur Förderung der Kreislaufwirtschaft. Gemeinsam mit Marcus Ihlenfeld, der zu diesem Zeitpunkt als Marketing-Manager bei Opel arbeitete, gründete Bezdeka 2013 nach Abschluss der Entwicklungsarbeit die Polyphem GmbH. Der Verkauf der Kinderfahrräder in fünf Größen (inklusive Upcycling-System) startete unter der Marke Woom. Im selben Jahr wurde das Unternehmen in Woom GmbH umbenannt.
Im ersten Jahr des Bestehens verkauften Ihlenfeld und Bezdeka rund 500 Fahrräder. Die Endmontage erfolgte in einer Garage in Wien durch die beiden Gründer selbst.
Ihlenfelds Bruder, Mathias Ihlenfeld, trat ab 2014 als Generalimporteur für den amerikanischen Markt auf und gründete Woombikes USA, LLC in Austin, Texas. Wenige Monate später wurde der Platz am Wiener Standort zu klein und das Unternehmen übersiedelte 2015 nach Klosterneuburg in Niederösterreich.
2019 wurde ein Drittel des Umsatzes der Woom GmbH über den Generalimporteur in den Vereinigten Staaten gemacht. Im selben Jahr wurde das Produktportfolio durch die Bekleidungslinie Worn to be Wild ergänzt.
Woom wurde in weniger als zehn Jahren zu einer der beliebtesten Kinderfahrrad-Marken der Welt. Im Jahr 2021 verkaufte das Unternehmen weltweit rund 290.000 Fahrräder. Die Gesamtzahl der erzeugten Fahrräder betrug damit 500.000 Stück, was einer jährlichen Wachstumsrate von durchschnittlich 50 Prozent entspricht.
Im selben Jahr wurden die Woom GmbH und Woombikes USA, LLC unter einer Holding vereint. Die Holding trägt den Namen Onewoom GmbH und hat ihren Sitz in Klosterneuburg. Vor dem Zusammenschluss hatte das Unternehmen mehrere Investoren an Bord geholt. Darunter die Familieninvestorengruppe Bregal Unternehmerkapital, Runtastic-Gründer Florian Gschwandtner sowie den Unternehmer Stefan Kalteis. Bezdeka und Ihlenfeld behielten die Mehrheit der Unternehmensanteile.
2022 zogen sich die beiden Gründer aus dem operativen Geschäft zurück. Sie verblieben im Beirat des Unternehmens. Neuer CEO wurde Mathias Ihlenfeld. Wenige Monate später wurde Paul Fattinger Co-CEO.
Anfang 2023 beteiligte sich die international agierende Jebsen Group via Jebsen Capital mit rund 15 Prozent am Unternehmen.
Am 22. Januar 2024 wird über die Übersiedlung von Woom wegen Platzbedarfs zurück nach Wien, in den nahen 19. Bezirk berichtet. In Klosterneuburg war der Betrieb nach 10 Jahren Wachstum auf 7 Gebäude verteilt. Ab Ende Februar 2024 kommen in Wien alle Abteilungen in einem Haus unter, nur Lagerflächen bleiben in Klosterneuburg. 155 Mitarbeiter arbeiten dann in Wien, sieben bleiben in Klosterneuburg. Nachdem während der COVID-19-Pandemie 2020–2022 der Radverkauf boomte, allerdings Probleme in den Lieferketten auftraten, normalisierte sich der Verkauf 2023 auf das Niveau der Vor-Corona-Zeit, weshalb Woom zuletzt Stellen abbaute.

## Produkte
Das Produktportfolio von Woom besteht aus verschiedenen Radmodellen für Kinder und Jugendliche, Fahrradzubehör und Bekleidung.

### Modelle
- woom GO/Original (Laufräder, Alltagsfahrräder)
- woom EXPLORE
- woom OFF (Mountainbikes mit Starrgabel)
- woom OFF AIR (Mountainbikes mit Federgabel)
- woom NOW (City-Bikes, Urban Cargo)
- woom UP (Elektrische Mountainbikes)
- woom EXPLORE e (Allround E-Bike)

## Bedeutung und Innovation
Als erster Fahrradhersteller seine Produkte konsequent speziell für Kinder entwickelt zu haben, zählt zu einer der wesentlichsten Innovationsleistungen des Herstellers. Die Original-Modellreihe hatte mit dieser Designphilosophie, zahlreichen speziell für Kinder entwickelten Anbauteilen und dem Fokus auf geringes Gewicht weitreichenden Einfluss auf die Entwicklung der Produktkategorie Kinderfahrrad.
Im Jahr 2022 wurde daher ein Exemplar in die Designsammlung des Museums für angewandte Kunst (MAK) in Wien aufgenommen.
Ein weiteres Exemplar befindet sich in der Dauerausstellung des Technischen Museums Wien (TMW). Es steht laut TMW-Direktor Peter Aufreiter für die „Emanzipation des Kinderfahrrads als eigenständiges Produkt, das mehr ist als bloß ein ‚verkleinertes‘ Erwachsenenfahrrad.“
- Die Räder des Unternehmens zählen zu den leichtesten Kinderfahrrädern am Markt.[28][29]
- Der erste kindgerechte Bremshebel der Welt wurde an Rädern der Original-Modellreihe montiert.[29]
- Rahmen, Kurbeln und Lenker wurden eigens für Kinder entwickelt.[30] Der Lenkerdurchmesser ist beispielsweise klein genug, um vollständig von Kinderhänden umfasst werden zu können.[31]

## Entwicklung, Produktion
Das Design und die Entwicklung der Radmodelle findet in Klosterneuburg statt. Produzieren lässt Woom von Partnerunternehmen in Kambodscha, Bangladesch und Vietnam. Für den europäischen Markt wird seit 2021 ein Großteil der Räder in einem Werk des deutschen Unternehmens Sprick Cycle GmbH in Świebodzin, Polen, assembliert.

## Auszeichnungen, Preise (Auswahl)

### Woom Now
- German Innovation Award 2022
- Red Dot Product Design Award 2022
- iF Design Award 2022[35]
- TAIPEI CYCLE d&i Award 2022
- Silver A' Design Award 2022

### Woom Original
- Red Dot Product Design Award 2017[36]
- iF Design Award 2018[37]
- German Design Award 2018[38]

### Woom Off
- iF Design Award 2020
- Red Dot Product Design Award 2020[39]
- Bicycling USA Bike Award 2020[40]

### Woom Off Air
- German Design Award 2021 Special Mention[41]

### Woom Up
- German Innovation Award 2021[42]

### Fahrradhelme
- iF Design Award 2018[37]
- Eurobike Award 2018[43]
- Good Design Award 2018[44]

## Bibliografie
- Mück, Anne: Strategie und Praxis ergonomischer Formgebung am Beispiel eines Kinder-Fahrradsattels. Masterarbeit. FH Campus Wien. 2018.

- Svoboda, Jakub: The importance of gender specific advertising design in the consumer decision making process. Masterarbeit. FH Wien. 2021.